# RFC (gruppo musicale)
Gli RFC (sigla che sta per Ritieniti Fortemente Coinvolto), sono un gruppo musicale ska core italiano, attivo dal 1999. Nati in provincia di Caserta, hanno all'attivo sette album in studio.

## Storia

### Gli esordi
Già nel 1999 producono due demo, intitolate Punkers e Tarantella Ska-Core. L'anno successivo esce il primo LP, dal titolo Anarchia Sentimentale (Kimera Rec./White and Black/Goodfellas), che riceve le prime critiche positive e consente alla band di condividere il palco con band del calibro di Ska-P, Shandon, Meganoidi, Roy Paci & Aretuska e Banda Bassotti.

### Il primo contratto
Nel 2006 stipulano un contratto discografico con La Canzonetta Records e producono Ama e Difendi, registrato al KeyLab di Giuseppe Fontanella dei 24 Grana e distribuito da SELF. Nelle dieci tracce che compongono Ama e Difendi, si possono trovare collaborazioni con nomi importanti della scena indipendente, come quella con Enrico dei Los Fastidios e Sigaro della Banda Bassotti. Contestualmente girano due videoclip che portano la firma di Stefano Bertelli (Seenfilm), che vanno in rotazione sulle maggiori reti musicali italiane. Durante il tour promozionale condividono il palco con NOFX, Mad Caddies, Giuliano Palma & The Bluebeaters, Linea 77, Subsonica e molti altri gruppi.
Nel marzo del 2009 prende vita Ne Voglio Ancora (La Canzonetta/SELF) che include un featuring con Nitto, voce dei Linea 77. Il brano, intitolato Rabbia e primo singolo estratto dal disco, diventa anche un videoclip (sempre girato da Stefano Bertelli), e va in rotazione sia su MTV che su Deejay TV. Si aggiungono a questo altri due video, realizzati tra la fine del 2010 ed il 2011, dei brani Dimentica e Tre Giorni.

### Il sesto e il settimo album
Il 14 gennaio 2013 la band pubblica Ritieniti Fortemente Coinvolto (La Canzonetta/Sintesi 3000), definito dalla band come una rinascita . Preceduto dal lancio del videoclip/singolo A new message to you Rudy (girato da Alfredo Buonanno della Triade Factory e che vede la partecipazione di Agostino Santoro degli Avion Travel), il disco è stato presentato il 17 gennaio presso un noto club di Caserta con un ottimo successo di pubblico.
A maggio 2022 esce per Maninalto! Records il settimo album La parte più vera, che vede anche una collaborazione con i Rumatera.

## Formazione
Formazione attuale
- Maurizio Affuso – voce
- Luigi Pastore – basso
- Francesco Coco – tromba
- Antonio Daniele – batteria
- Michele Fortunato (Trombonhero) – trombone

## Discografia
Album in studio
- 1999 – Punkers
- 2000 – Tarantella Ska Core
- 2002 – Anarchia sentimentale
- 2006 – Ama e difendi
- 2009 – Ne voglio ancora
- 2013 – Ritieniti fortemente coinvolto
- 2022 – La parte più vera